# Irish League 1961-1962
L'Irish League 1961-1962 è stata la 61ª edizione della prima divisione del campionato nordirlandese di calcio.
Il campionato era formato da dodici squadre e il Linfield vinse il titolo. non vi furono retrocessioni.

## Classifica finale
| Pos. | Squadra          | G  | V  | N | P  | GF | GS | Punti |
| ---- | ---------------- | -- | -- | - | -- | -- | -- | ----- |
| 1    | Linfield         | 22 | 14 | 3 | 5  | 62 | 32 | 31    |
| 2    | Portadown        | 22 | 14 | 3 | 5  | 56 | 32 | 31    |
| 3    | Ballymena United | 22 | 11 | 7 | 4  | 47 | 32 | 29    |
| 4    | Ards             | 22 | 11 | 5 | 6  | 46 | 38 | 27    |
| 5    | Glenavon         | 22 | 9  | 8 | 5  | 62 | 43 | 26    |
| 6    | Crusaders        | 22 | 11 | 3 | 8  | 42 | 43 | 25    |
| 7    | Glentoran        | 22 | 10 | 5 | 7  | 45 | 35 | 25    |
| 8    | Distillery       | 22 | 8  | 4 | 10 | 56 | 62 | 20    |
| 9    | Coleraine        | 22 | 7  | 4 | 11 | 37 | 39 | 18    |
| 10   | Derry City       | 22 | 3  | 8 | 11 | 22 | 38 | 14    |
| 11   | Bangor           | 22 | 5  | 3 | 14 | 31 | 56 | 13    |
| 12   | Cliftonville     | 22 | 0  | 5 | 17 | 17 | 73 | 5     |

## Classifica cannonieri
| Pos | Giocatori       | Club             | Presenze | Goal |
| 1   | Mick Lynch      | Ards             | 22       | 20   |
| 2   | Eamon Gorman    | Portadown        | 23       | 19   |
| =   | Jimmy Meldrum   | Distillery       | 21       | 19   |
| 4   | Billy Johnston  | Glenavon         | 19       | 18   |
| =   | Trevor Thompson | Glentoran        | 21       | 18   |
| 6   | Tommy Dickson   | Linfield         | 22       | 17   |
| =   | Jimmy Jones     | Glenavon         | 20       | 17   |
| =   | Jimmy Small     | Ballymena United | 17       | 17   |
| 9   | Ken Hamilton    | Distillery       | 22       | 16   |
| 10  | Hugh Barr       | Linfield         | 18       | 12   |
| =   | Roy Torrens     | Derry City       | 19       | 12   |
| =   | Jim Weatherup   | Crusaders        | 22       | 12   |

G = Partite giocate; V = Vittorie; N = Nulle/Pareggi; P = Perse; GF = Goal fatti; GS = Goal subiti; 